# モントルー・オーベルラン・ベルノワ鉄道Ge4/4形電気機関車

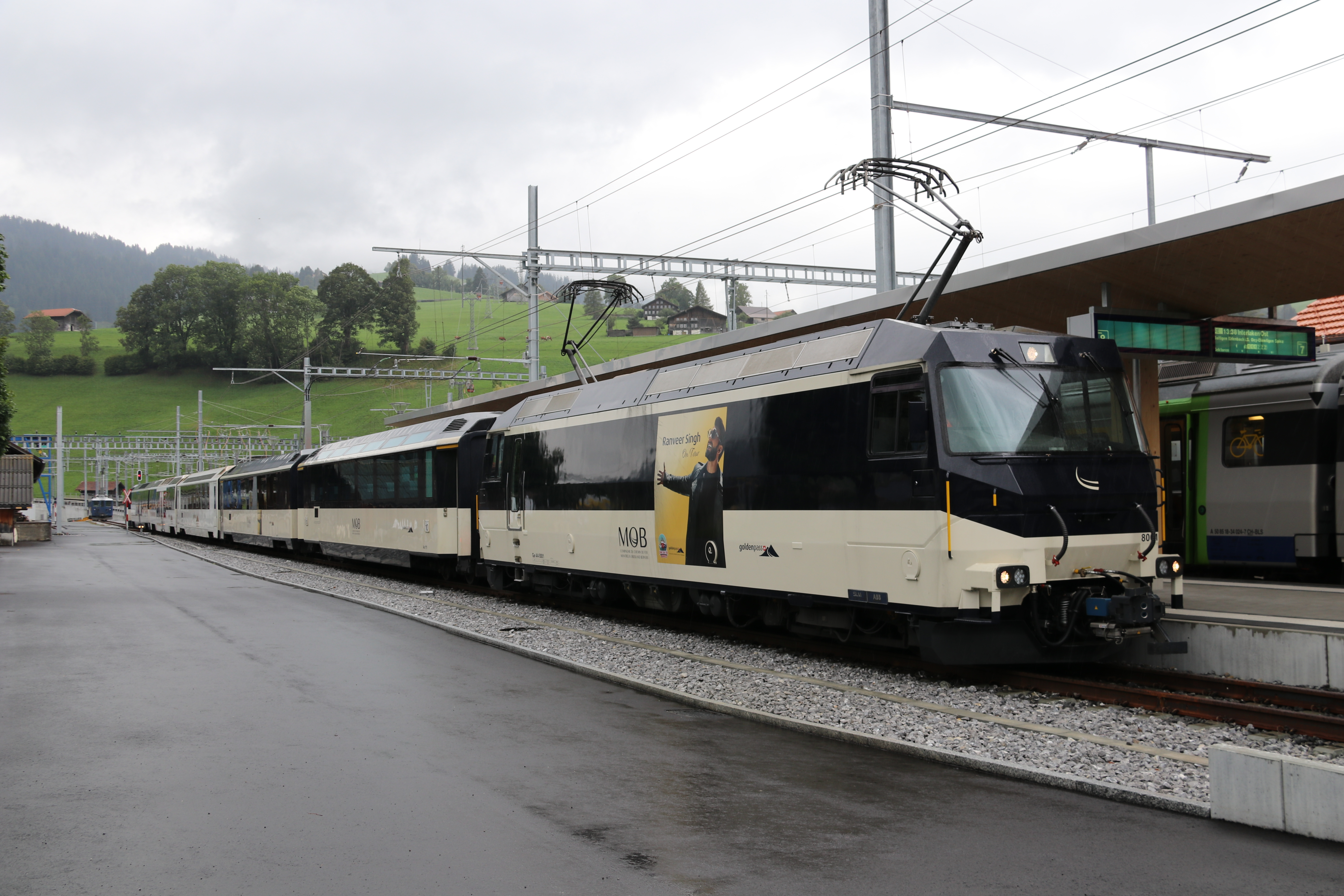
更新改造後のGe4/4 8001号機が牽引するパノラミック・エクスプレス、ツヴァイジンメン駅、2018年

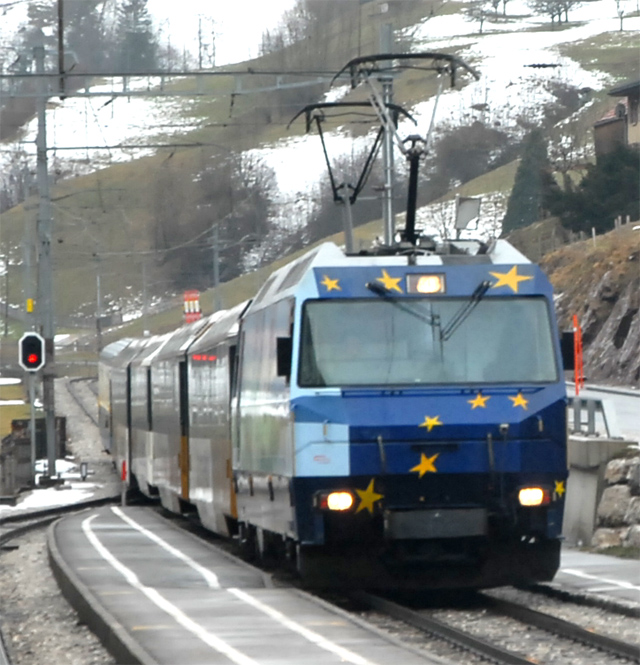
ゴールデンマウンテン・パノラミックを牽引するGe4/4形、モンボヴォン駅、2007年

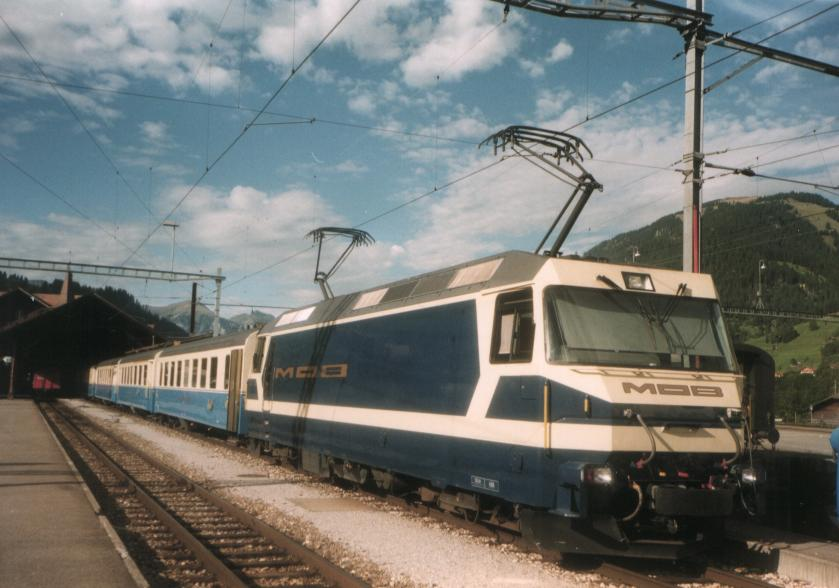
普通列車を牽引するGe4/4形、ツヴァイジンメン駅

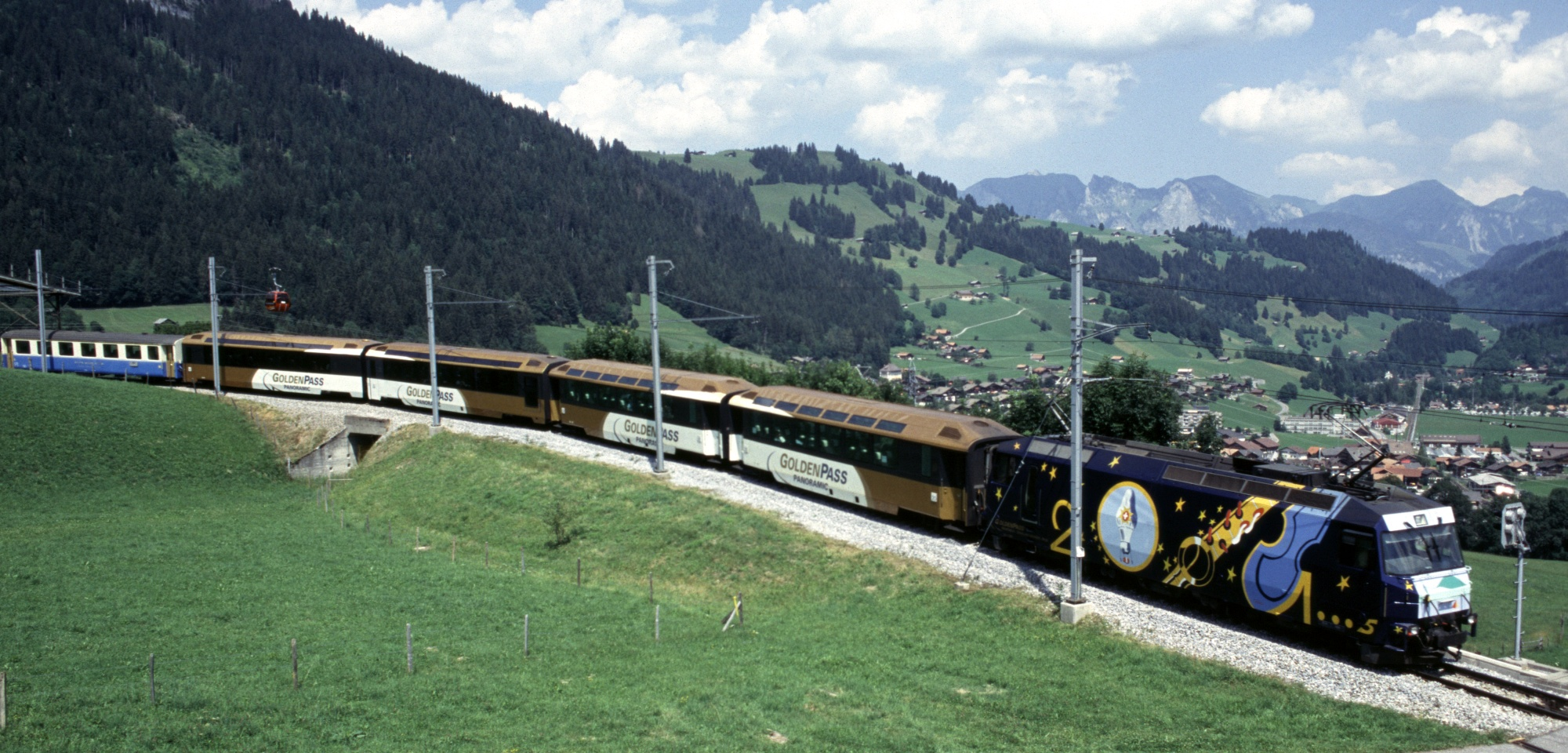
ゴールデンマウンテン・パノラミックを牽引するGe4/4形、2006年

モントルー・オーベルラン・ベルノワ鉄道Ge4/4形電気機関車（モントルー・オーベルラン・ベルノワてつどうGe4/4がたでんきかんしゃ）は、スイス西部の私鉄であるモントルー・オーベルラン・ベルノワ鉄道（Chemin de fer Montreux–Oberland Bernois (MOB)）で使用される山岳鉄道用電気機関車である。

## 概要
スイス西部のレマン湖東岸のモントルーからBLS AGに接続するツヴァイジンメンを経由してレンクに至る75.3kmの1000mm軌間の路線を運行しているモントルー・オーベルラン・ベルノワ鉄道は、1931年にはCIWLのサロン車を連結したゴールデンマウンテン・プルマンエクスプレスが運行されるなど古くからの観光路線となっており、レマン湖沿岸からインターラーケン・オストとブリエンツ湖畔を経由してルツェルンへ至るゴールデンパス・ラインの一端を担っている。しかし、この観光ルートを構成するモントルー・オーベルラン・ベルノワ鉄道とBLS AG、ツェントラル鉄道の3つの鉄道は、その様々な経緯等により、軌間は1000mmもしくは1435mm、電化方式はDC900VもしくはAC15kV 16.7Hzと3社3様の路線を持つものであり、結果途中鉄道会社の境界ごとの2箇所で列車の乗り換えを必要とするものとなっており、輸送上の障害となっていた。
そこで、1988年には1435mm軌間のツヴァイジンメン - インターラーケン・オスト間を1000mm軌間との三線軌条として客車を直通させる計画立案が開始され、2006年にはゴールデンパス・ラインの名称を本格的に使用して宣伝活動を進めることとなり、BLS AGとツェントラル鉄道の客車にもモントルー・オーベルラン・ベルノワ鉄道のものと同じ金色と白からなるゴールデン・パス塗装がされるようになっていた。このような状況でモントルー・オーベルラン・ベルノワ鉄道では輸送力増強用に電気機関車を増備することを計画していたが、この機関車に関してはBLS AGのツヴァイジンメン - インターラーケン・オスト間の三線軌条化後には客車だけではなく機関車も自社からインターラーケン・オストまで直通させることを想定して、1994年に1000mm軌間で電化方式を自社のDC900Vに加え、将来は乗入先のAC15kVに対応した2電源方式に容易に改造することができる電気機関車4機を導入したものが本項で述べるGe4/4形の8001-8004号機である。
このGe4/4形は1983年に導入されたGDe4/4形に続くモントルー・オーベルラン・ベルノワ鉄道2機種目の電気機関車であり、1989-96年にスイス最大の私鉄であるレーティッシュ鉄道が全長19kmのフェライナトンネルを含む新線および本線系統の輸送力増強用に計12機を発注したGe4/4III形および、スイス西部の私鉄であるビエール-アプル-モルジュ鉄道が1990年に軍用列車の増強用に3機を発注したGe4/4形をベースにAC15kVとDC900Vの2電源に対応できる設計とした機体であり、スイス連邦鉄道（スイス国鉄）のRe460形機関車の技術を用いて設計、製造された、VVVFインバータ制御により最大牽引力200kNを発揮する強力機であるとともに、操舵台車による高い曲線通過性能が特徴となっている。なお、車体、機械部分、台車をSLM、電機部分、主電動機をABBが製造を担当しており、各機体の機番と、製造所、製造年は下記のとおりである。
- 8001 - 1994年 - SLM/ABB
- 8002 - 1994年 - SLM/ABB
- 8003 - 1994年 - SLM/ABB
- 8004 - 1994年 - SLM/ABB

## 仕様

### 車体
- 車体は鋼製で、正面は長大トンネルでの運用を考慮してトンネル内での空気抵抗軽減を考慮したレーティッシュ鉄道のGe4/4III形と同じ直線を基調の多面体形状で、外観からはわからないが、モルジュ-ビエール-コソネイ地域交通のGe4/4形と同じく、前面部分の車体台枠を上方に嵩上げした構造となっている。また、側面は平滑で上半分がわずかに絞られた形状としている。
- 車体内の機械室中央通路式で、平面は車体中心を中心に点対称の機器配置となっている。機関車の通路右側の機器配置は前位側から主電動機冷却用送風機、主変換装置、主変換装置冷却水および主変圧器冷却油ラジエター用送風機、直流電源装置と蓄電池充電装置、電動空気圧縮機および電動真空ポンプ、主電動機冷却用送風機、空気ブレーキ装置、側面乗務員扉となっており、通路左側は側面乗務員扉、主電動機冷却用送風機、主制御装置や車両情報装置などの電子機器ラック、補機類、主変換装置冷却水および主変圧器冷却油ラジエター用送風機、主変換装置、主電動機冷却用送風機となっている。また、屋根上にはシングルアーム式の集電装置2基と避雷器などが装備され、屋根肩部には空気取入口のルーバーが並んでいるが、この部分を含め屋根はほぼ全長にわたり取外しが可能な構造となっているほか、後位側集電装置に隣接してAC15kV用の集電装置と真空遮断器、主開閉器の搭載準備がなされ、最終的には集電装置を3基搭載する予定でスペース確保の必要があったため、2基搭載している直流区間用の集電装置の向きがベースとなったレーティッシュ鉄道などの機体とは逆となっている。なお、床下には車体中央部に将来用主変圧器の筐体と蓄電池、空気タンクなどが装備されている。
- 運転室は長さ2000mmで、デスクタイプの運転台にスイスやドイツで一般的な円形のハンドル式のマスターコントローラーとその右側に設置された縦軸のブレーキハンドルによりが運転操作を行う方式となっており、計器盤はL字型で速度計、圧力計など従来形の針式の計器4基とモニタ情報等の表示用液晶ディスプレイ1基、各種スイッチと表示灯類を装備している。運転室横の窓は引違式で、その前部には電動式のバックミラーが設置されているほか、乗務員乗降扉は機械室にのみ設置されており、運転室へは機械室より出入りする方式となっている。
- 正面は非貫通で大型の曲面1枚ガラス窓を使用した多面体スタイルで、上部中央と下部左右の3箇所に角型の前照灯・尾灯のユニットが設置されている。連結器はねじ式連結器で緩衝器が中央、フック・リングがその下部にあるタイプとなっているほか、重連総括制御用、電気暖房用などの電気連結器と空気ブレーキおよび真空ブレーキ用の連結ホースが装備され、車体の前面下部およびに大型のスノープラウ設置されている。

### 走行機器
- 走行装置はモントルー・オーベルラン・ベルノワ鉄道の電化方式のDC900Vと乗入予定であったBLS AGのAC15kV 16.7Hzの2電源方式とすることを前提に、一旦交流用の機器を省略した設計となっており、制御方式は主変換装置によるコンバータ・インバータ式のコンバータ部を省略したものとなっている。主変換装置は組み込まれた2台のインバータで1台ずつの主電動機を制御する方式で、主変換装置は台車ごとにインバータユニットや制御ユニットを発電ブレーキ用抵抗器や補助電源装置、将来のコンバータ部の搭載スペースとともにアルミ製のラックに一体化しており、これを車体内に2基搭載している。また、主変圧器はコンバータ部とともに搭載準備となって、床下にアルミ製の筺体のみ床下中央部に搭載されている。なお、主変換装置は水冷式、主変圧器は油冷式となる予定でこれらのと冷却ラジエターと発電ブレーキ抵抗器冷却用の送風機を装備しており、冷却風は屋根上中央部の吸気口から吸入する。
- 主電動機は定格出力800kW、連続定格出力600kWのABB製Typ 6FRA 5248かご形三相誘導電動機 を4台搭載し、直流区間では連続定格出力2000kWの性能を発揮し、交流区間では定格出力定格出力3200kW、連続定格出力2400kWを発揮する予定であった。主電動機の冷却はファンによる強制通風式で、冷却風は屋根肩部の吸気口から吸入する。
- 台車は最高速度120km/hに対応した軸距2400mm、車輪径1070mmのボルスタレス式台車で、輪軸が吊掛式に装荷された主電動機および駆動装置と一体となって曲線に合わせて転向する操舵台車として軌道への横圧を減らす構造となっており、さらに、台車内の前後の輪軸および主電動機、駆動装置はリンクで結合されており、変位を均等なものとしている。また、軸箱支持方式は軸梁式、牽引力伝達は1本リンク式で、枕ばね、軸ばねともにコイルばね、軸ばねにはオイルダンパを併設、1段減速の駆動装置の減速比は1:6.136となっている。このほか、各軸に砂撒き装置が装備されており、砂箱は車体内に設置され、側面下部に片側4箇所の補給口が設けられているほか、台車中央下部レール面上に電磁吸着ブレーキを装備している。
- 車両制御システムとして、スイス国鉄のRe460形と同じABB製のMICAS-S2を搭載しているが、このシステムは制御システム、モニタシステム、列車内データ伝送システム、機関車内データ伝送システムから構成されており、車両内の各機器を統合している。また、データ記録装置としてSécheron-Hasler[7]製のTeloc2200を搭載している。また、重連総括制御機能を装備しており、Ge4/4形同士のほか、GDe4/4形との重連総括制御、元クリスタル・パノラミックエクスプレス用のArst 151-152形および元スーパーパノラミックエクスプレス用のAst 116-117形制御客車からの遠隔制御が可能となっている。
- ブレーキ装置は主変換装置による回生ブレーキおよび発電ブレーキのほか、機関車および列車用の空気ブレーキ、列車用の真空ブレーキ、駐機用ばねブレーキを装備しており、基礎ブレーキ装置としてユニット式の踏面ブレーキを装備している。
- そのほか、集電装置はABB製のシングルアーム式を2基搭載し、DC900V区間における集電容量の大容量化のため舟体を1基あたり3本装備したものとしている。また、三相400V 50Hzおよび三相400V 25-50Hz可変出力の2出力を持つ補助電源装置を主変換装置に1基ずつ内蔵しており、1基の可変出力で主電動機送風機2台と主変換装置および将来の主変圧器用送風機1台、固定出力で電動空気圧縮機を駆動、もう1台の可変出力で主電動機送風機2台と主変換装置および将来の主変圧器用送風機、固定出力が電動真空ポンプ、主変換装置冷却水ポンプ2台の駆動と蓄電池充電用となっており、将来の主変圧器搭載時にはその冷却油用オイルポンプを駆動することとなっている。

### 改造
2017年にGe4/4 8001、8004号機に以下の通り更新改造が実施されている。
- 車体の修繕および塗装変更を実施し。車体は上半部が濃青色、下半部をクリーム色とし、新しいモントルー・オーベルラン・ベルノワ鉄道のロゴを設置。
- 機器類を更新したほか、前照灯および尾灯を丸型のLEDのものに交換。
- 連結器を車体取付式の2本の空気管を同時に接続でき、下部に電気連結器を併設している新型のSchwab[8]製の自動連結器に交換。

### 主要諸元
- 軌間：1000mm
- 電気方式：DC900V 架空線式
- 最大寸法：全長16100mm、全幅2800mm、屋根高3650mm、全高3955mm（パンタグラフ折畳時）
- 軸配置：Bo'Bo'
- 軸距：2400mm
- 台車中心間距離：9040mm
- 自重：64t
- 走行装置
  - 主制御装置：VVVFインバータ制御
  - 主電動機：Type 6FRA 5248かご形三相誘導電動機×4台（連続定格：出力600kW、電流266A、電圧1638V、最大出力：820kW）
  - 減速比：6.136
- 性能
  - 出力：2000kW（連続定格）
  - 牽引力：150kN（定格）、200kN（起動時最大、約48km/hまで一定）
  - 牽引トン数：170t（73パーミル）、300t（25パーミル）
  - 最高速度：120km/h
- ブレーキ装置：回生ブレーキ、発電ブレーキ、空気ブレーキ、真空ブレーキ、ばねブレーキ、電磁吸着ブレーキ

## 運行

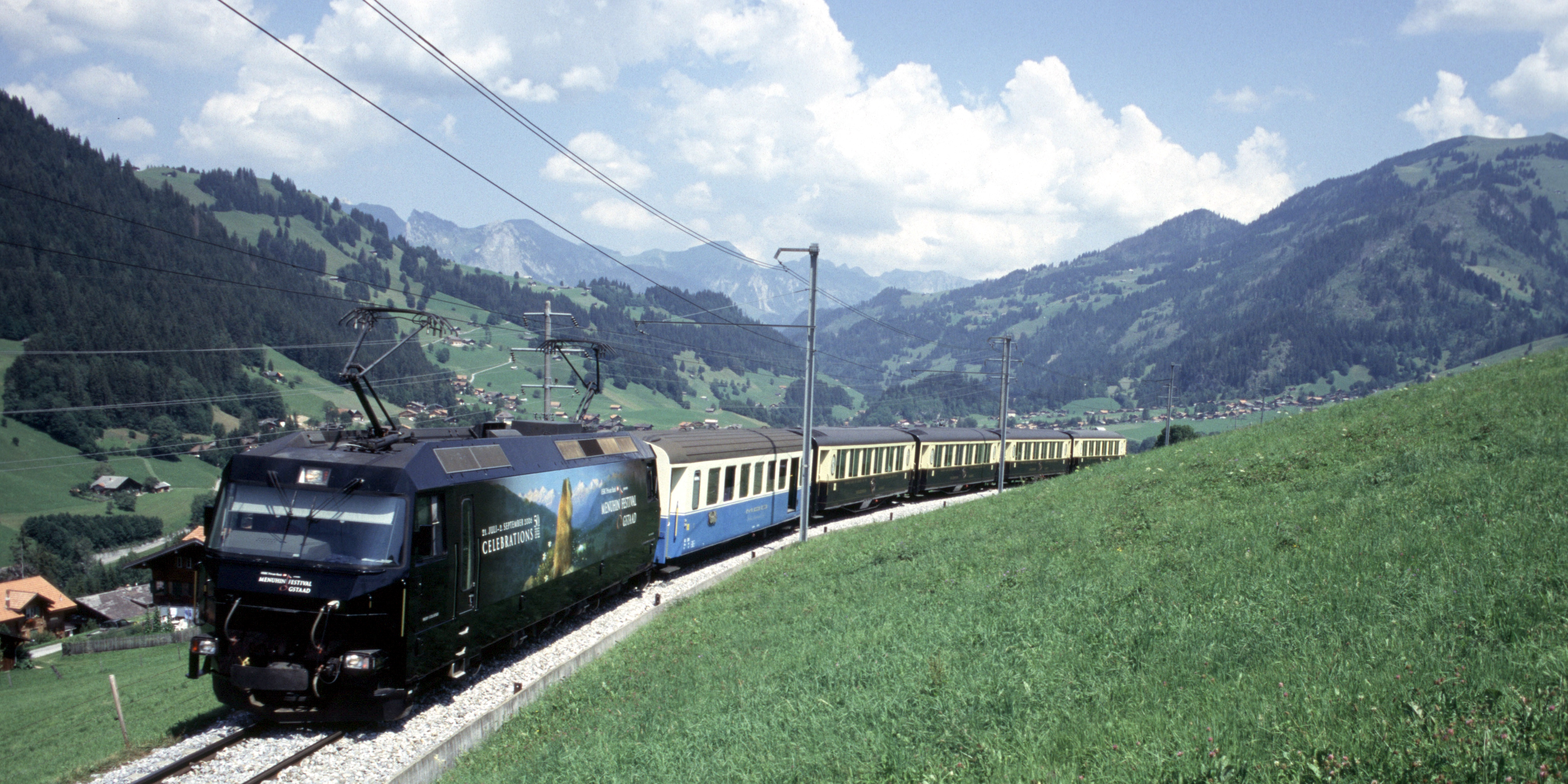
プルマン客車（レプリカ）による列車を牽引するGe4/4形、2006年

- モントルー・オーベルラン・ベルノワ鉄道は全線で全長75.3km、高度差526m、最急勾配74パーミルの山岳鉄道で、沿線にレマン湖、モントルー、シャトーデー、グシュタードといったリゾート地を擁しており、1901-12年の開業以来、1906年には食堂車を、1914年にはサロン車を導入し、1931年には当時欧州等で豪華列車を運行していたCIWLのサロン車を連結したゴールデンマウンテン・プルマンエクスプレスの運行を開始しており、観光鉄道としての運行も盛んであった。また、ゴールデンマウンテン・プルマンエクスプレスのうち1往復がツヴァイジンメンでいずれも後にBLS AGとなるエルレンバッハ-ツヴァイジメン鉄道[9]およびシュピーツ-エルレンバッハ鉄道[10]、ベルン-レッチュベルク-シンプロン鉄道を経由してインターラーケン・オストまで直通しているなど、インターラーケン・オストまでの輸送も古くから意識されていた。
- 本形式はモントルー・オーベルラン・ベルノワ鉄道の全線で運行され、主にモントルー - ツヴァイジンメン間で各種旅客列車の牽引に使用されている。なお、従来のモントルー・オーベルラン・ベルノワ鉄道の機体はいずれも機関車もしくは電車車内に荷物室を併設していたが、本形式は荷物室を設置していなかったため、B 203-206形のB 204-206号車の3両の車体を約4m延長して荷物室を設置する改造を施し、BD 204-206形として本形式での列車に連結している。なお、製造当初からしばらくは時折貨物列車の牽引にも使用されていたが、2006年に一般の貨物列車の運行が終了したため、本件式も以後は基本的に旅客列車の牽引のみで運用されている。
- なお、BLS AG路線の三線軌条化の計画は費用が増大するなどの問題があったことと、その後の技術の進歩により、軌間可変を使用した客車をインターラーケン・オストまで直通させる計画に変更されて2010年頃より試作車がテストされ、2018年に量産車20両が発注されて2022年に営業運転を開始する予定となっており、本形式の2電源化改造は実施されないこととなっている。なお、ツヴァイジンメン - レンク間などでは標準軌客車を標準軌車両積載用の機材であるロールボックに積載して1000mm軌間のモントルー・オーベルラン・ベルノワ鉄道線に乗り入れる特別列車が時折運行されている。
- 2016年にABe 4/4+Be 4/4 9001-9004形[11]が導入されてモントルー・オーベルラン・ベルノワ鉄道の車両運用が見直され、本形式は更新改造を実施したGe4/4 8001、8004号機の2機がAst 151-152形パノラマ制御客車や、Bs 235–238形部分低床式パノラマ客車ほかからなるパノラミック急行2編成に使用されることとなった。また、残りのGe4/4 8002号機は予備機となり、8003号機は2019年に後述の同型機が運用されているレーティッシュ鉄道に売却された[12]。

## 同形機
同形機としてレーティッシュ鉄道のGe4/4III形とモルジュ-ビエール-コソネイ地域交通のGe4/4形が、準同形機としてアッペンツェル鉄道のGe4/4形がある。

### レーティッシュ鉄道Ge4/4III形

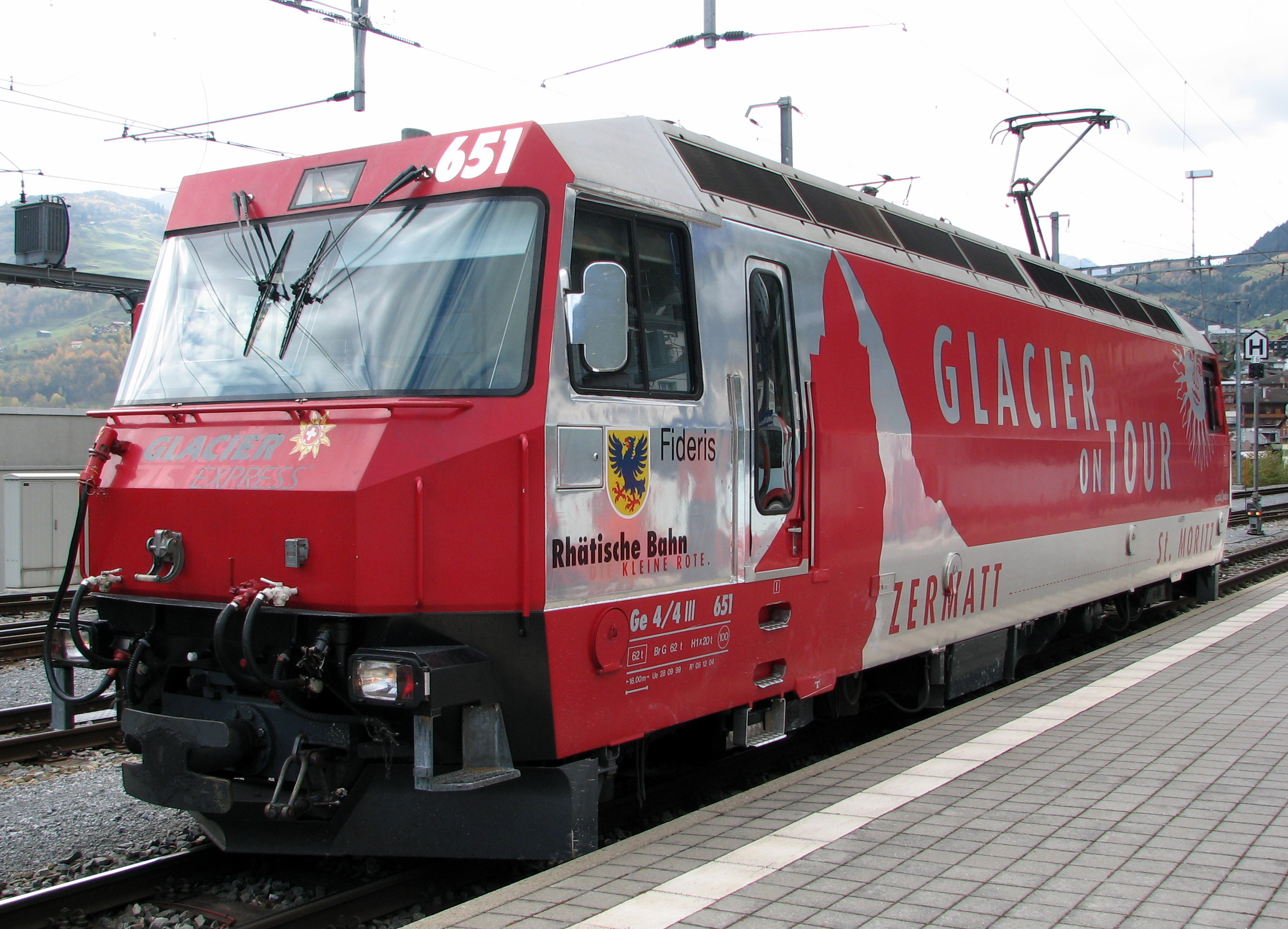
氷河急行塗装のGe4/4 651号機

- 1999年に開通したフェライナ峠を越える全長19kmのフェライナトンネルを含む新線を通る列車フェリーの牽引および本線系統の急激な旅客及び貨物輸送量の増加とクール - アローザ線の電源方式の変更[15]に伴う慢性的な機関車不足に対応するために1993-1994年と1999年にそれぞれ9機と3機が製造された機体である。
- 主にフェライナトンネルでの列車フェリーの牽引と氷河急行を始めとするアルブラ線を中心とした旅客列車の牽引に使用されており、電気方式がAC11kV 16.7Hzである、最高速度が100km/hである、ねじ式連結器の方式などの差異がある。
- レーティッシュ鉄道では標準軌の貨車の運行は三線軌条によるスイス国鉄貨物列車の直接乗り入れ[16]もしくはロールワーゲンに積載しての運行[17]となるため、Ge4/4III形はねじ式連結器とバッファは装備されておらず、台枠の嵩上げもなされていない。塗装は赤色をベースに車体裾部をグレーとしたものであり、多くの広告塗装機が設定されている。

### モルジュ-ビエール-コソネイ地域交通Ge4/4形

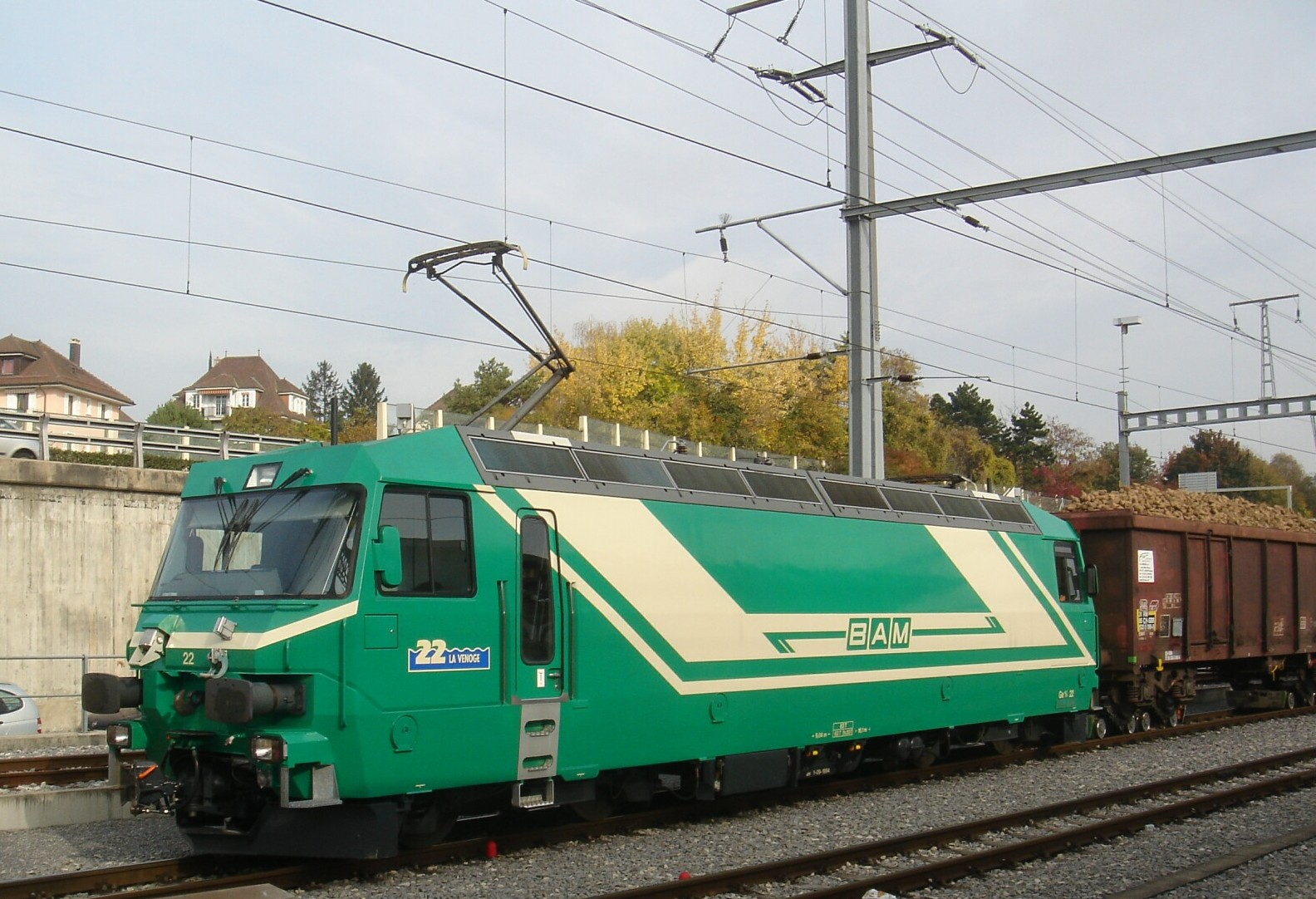
モルジュ-ビエール-コソネイ地域交通のGe4/4 22号機、ロールボックに積載した標準軌貨車による貨物列車を牽引

- モルジュ-ビエール-コソネイ地域交通の前身であるビエール-アプル-モルジュ鉄道[18]が1990年に発注したGe4/4形21-22号機は1993年に製造されたもので、電気方式がスイス国鉄と同じAC15kV16.7Hz、ブレーキ方式は列車用も空気ブレーキのみを装備である、ギヤ比が6.44で最高速度が75km/hである、連結器が+GF+式連結器と標準軌貨車牽引用のねじ式連結器の2種を装備しているなどの差異がある。
- モルジュ-ビエール-コソネイ地域交通ではスイス国鉄に直通するロールボックに積載した標準軌の貨車による貨物列車およびビエールのスイス陸軍基地から有事の際に部隊を全国展開するための軍用列車を運行しており、本機はこれを牽引できるようレール面上1370mmの位置にスイス国鉄仕様のねじ式連結器とバッファが取付けられ、台枠もこの部分まで嵩上げされているほか、通常の旅客列車牽引にも使用されている。塗装は黄緑色をベースに白で帯とBAMのロゴが入っている。

### アッペンツェル鉄道Ge4/4形

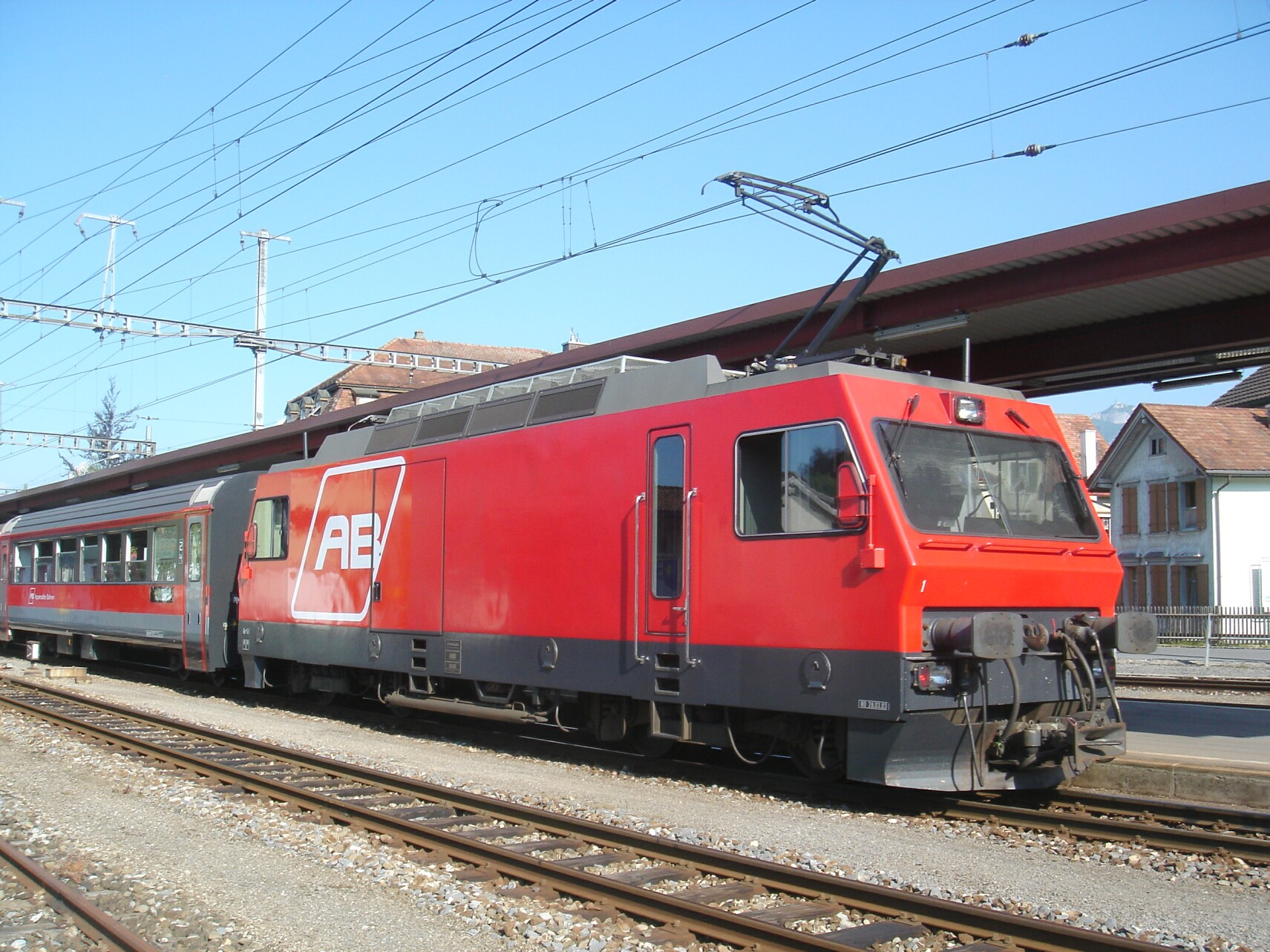
アッペンツェル鉄道Ge4/4 1号機

- アッペンツェル鉄道のGe4/4形1号機は1994年に製造された、レーティッシュ鉄道のGe4/4III形やモルジュ-ビエール-コソネイ地域交通のGe4/4形をベースに小型化した機体で、電機部分、主電動機はABBが、台車はSLMが同様に製造しているが、車体はシュタッドラー[19]が製造しており、形態は大きく異なる。
- 車体は全長14850mmと短縮され、車体中央には幅1.2mの扉を持つ面積5m2荷物室が設置され、車体前後にはモルジュ-ビエール-コソネイ地域交通の機体と同じく+GF+式連結器とロールボック積載貨車の牽引用のスイス国鉄仕様のねじ式連結器とバッファが取付けられていたが、アッペンツェル鉄道でのロールボックの運用が終了したため、2010年にねじ式とバッファは撤去されている。
- 台車はベースとなった機体と同一で、ギヤ比はモルジュ-ビエール-コソネイ地域交通の機体と同じ6.44となっているほか、電気方式は直流1500Vで、出力は設計上は1500kWが可能であるが1000kWに制限して使用され、37パーミルの勾配で200tを35-40km/hで牽引可能な性能を持つ。塗装は赤をベースに車体裾部と床下機器がダークグレー、屋根と屋根上機器がグレーであり、機体側面にABをデザインしたマークが入る。